# Mészáros Piroska
Mészáros Piroska (Budapest, 1985. február 20. –) magyar színésznő.

## Életpályája
2008-ban végzett a Színház- és Filmművészeti Egyetemen, gyakorlatát a budapesti Katona József Színházban töltötte. 2008–2013 között a Nemzeti Színház tagja. 2013-tól szabadúszó, játszott többek között a budapesti Katona József Színházban és a Budaörsi Latinovits Színházban is, majd a Terminal Workhouse csapatának tagja lett. Szabadúszóként volt, hogy kocsma- és városnéző túrákat vezetett külföldieknek. Angolul és spanyolul is beszél.

## Filmjei
- Hunyadi (magyar sorozat, 2025) ...Hajna
- Cella – Letöltendő élet (magyar sorozat, 2023) ...Regina
- Ki vagy te (magyar sorozat, 2023) ...Kertészlány
- Drága örökösök – A visszatérés (magyar sorozat, 2023–2024)...Olga Balentovic
- A mi kis falunk (magyar sorozat, 2022) ...Bogi
- Kék róka (magyar film, 2022) ...Cselédlány
- Boszorkányház (magyar játékfilm, 2022)
- Toxikoma (magyar film, 2021) ...Nővérke
- Mellékhatás (magyar sorozat, 2020) ...Szálka Bea
- Drága örökösök színész (magyar vígjáték sorozat, 2019-2020) ...Olga Balentovic
- Ízig-vérig színész (magyar vígjáték sorozat, 2019) ...Marcsi
- Bogaras szülők színész (magyar vígjáték sorozat, 2018)
- Munkaügyek színész (magyar sorozat, 2016) ...Boriska
- Fapad  (TV film) színész (magyar vígjáték sorozat, 2014–2015) ...Széphalmi Róza
- Nekem Budapest színész (magyar szkeccsfilm, 2013)
- Ivanovék karácsonya (TV film) színész (magyar tévéfilm, 2010)
- Hangyatérkép (TV film) színész (magyar filmetűd, 2010)
- Napszúrás   színész (magyar-német kisjátékfilm, 2009)
- Foszfor  színész (magyar kisjátékfilm, 2009)
- Átváltozás  színész (magyar kisjátékfilm, 2009)